# Blanco (Texas)
Blanco es una ciudad ubicada en el condado de Blanco en el estado estadounidense de Texas. En el Censo de 2010 tenía una población de 1.739 habitantes y una densidad poblacional de 295,52 personas por km².

## Geografía
Blanco se encuentra ubicada en las coordenadas 30°5′52″N 98°25′13″O / 30.09778, -98.42028. Según la Oficina del Censo de los Estados Unidos, Blanco tiene una superficie total de 5.88 km², de la cual 5.77 km² corresponden a tierra firme y (1.98%) 0.12 km² es agua.

## Demografía
Según el censo de 2010, había 1.739 personas residiendo en Blanco. La densidad de población era de 295,52 hab./km². De los 1.739 habitantes, Blanco estaba compuesto por el 87.87% blancos, el 0.23% eran afroamericanos, el 0.58% eran amerindios, el 1.44% eran asiáticos, el 0% eran isleños del Pacífico, el 6.84% eran de otras razas y el 3.05% pertenecían a dos o más razas. Del total de la población el 24.27% eran hispanos o latinos de cualquier raza.